# 塩飽聖遠
塩飽 聖遠（しあく しょうえん/しょうおん、生年不明 - 元弘3年/正慶2年5月22日（1333年7月4日））は、鎌倉時代末期の武士。北条氏得宗家被官である御内人。通称は新左近入道。子に忠頼、四郎。
元弘3年/正慶2年（1333年）、聖遠は幕府方として従軍し、鎌倉へ侵攻してきた反幕府勢力である新田義貞軍と戦うも敗北する。
『太平記』によると、東勝寺で北条氏に殉じて聖遠も自刃した。自刃の際、嫡男である忠頼に出家をして生き延び自身の弔いを促すも、忠頼は拒絶し袖の下から抜いた刀で自害した。忠頼の弟である四郎も兄に続こうとするが聖遠が制止し、自らの辞世の漢詩を書き付けた後、四郎に首を落とさせたという。
「提持吹毛 截断虚空 大火聚裡 一道清風」（辞世）